# チュラーン宮殿
チュラーン宮殿（Çırağan Sarayı, Çırağan Palace）は、19世紀に建設されたオスマン帝国の宮殿。イスタンブールのベシクタシュ地区の海沿いにあり、ドルマバフチェ宮殿の北方、ユルドゥズ宮殿と近接した位置にある。

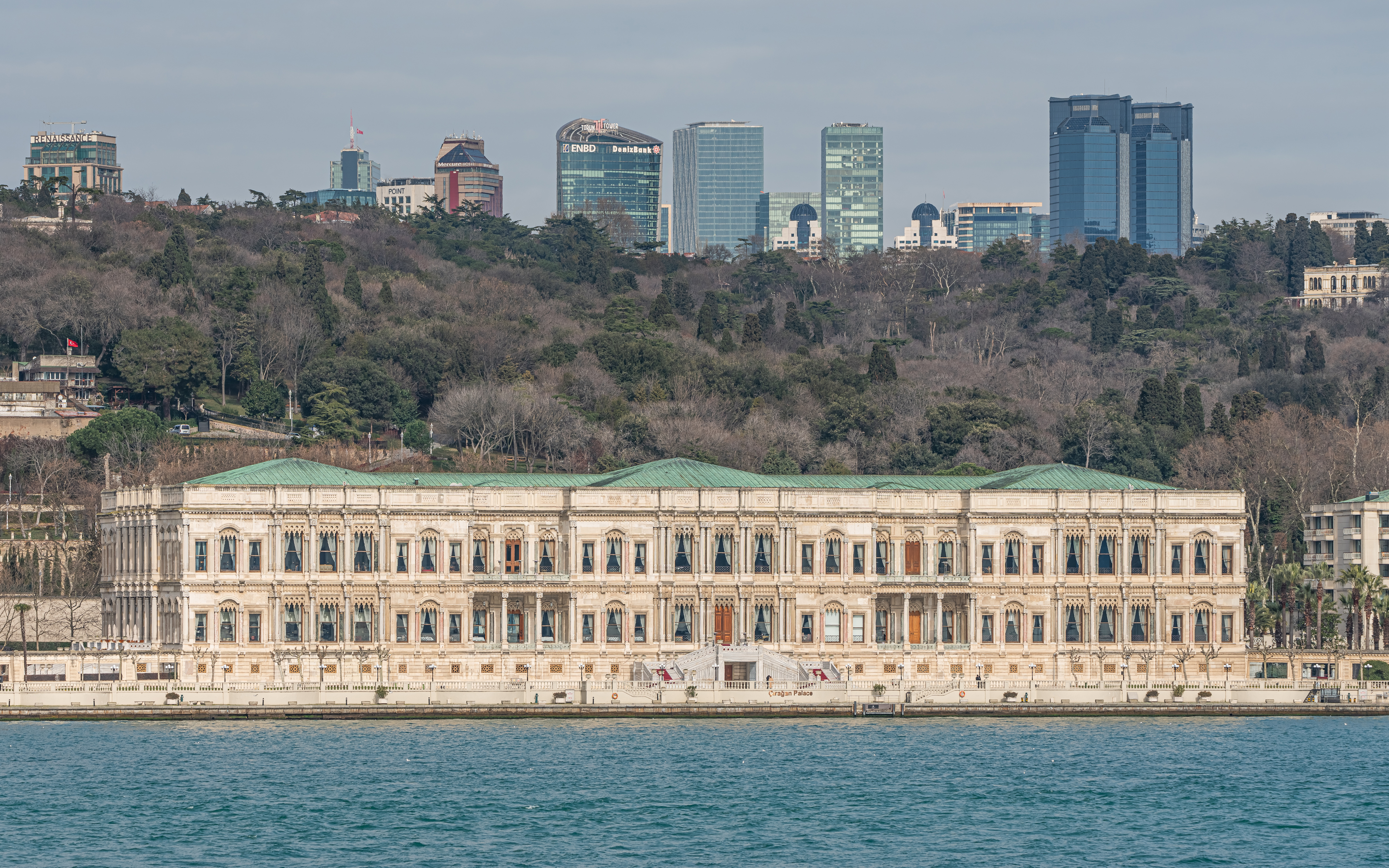
チュラーン宮殿

## 概要
ボスポラス海峡に面した風光明媚な土地で、同位置には18世紀のアフメト3世が邸宅を築き、娘婿で大宰相のイブラヒム・パシャが居住していた。1834年にはマフムト2世がそれまでの邸宅を取り壊し、自分用の宮殿を建設した。その宮殿も1857年にアブデュルメジト1世によって廃され、新たな宮殿が建設されかけたが、これはアブデュルメジト1世の死によって工事が中止された。
現在のチュラーン宮殿はアブデュルアズィズの命により建設されたものである。アルメニア人建築家ニコオス・バルヤンとその子サルキス・バルヤン、ハコプ・バルヤン（バルヤン家）の設計で、1863年から1867年頃に着工し、1872年に完成した。外装は大理石で、内装は壁から天井まで木が使用されていた。宮殿庭園の外周は高い壁で囲まれ、すぐ後背の丘陵にあるユルドゥズ宮殿とは連絡橋で繋がっていた。なお、この時代のオスマン帝国のスルタンは上記のように各個人の私邸を建設する習慣があり、チュラーン宮殿はその例に則って建設された最後の皇帝私邸である。

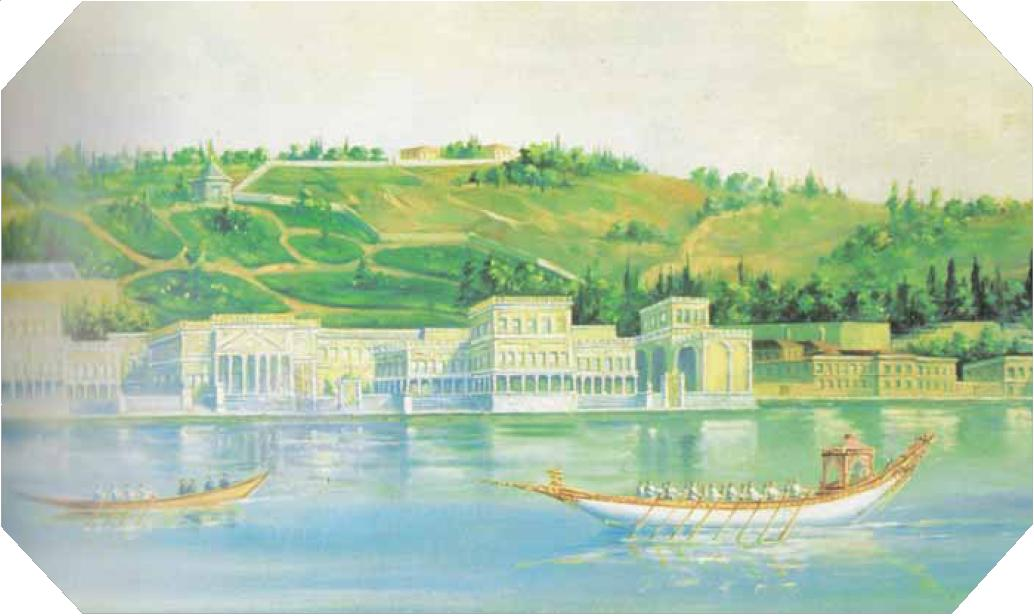
マフムト2世の宮殿（1840年）

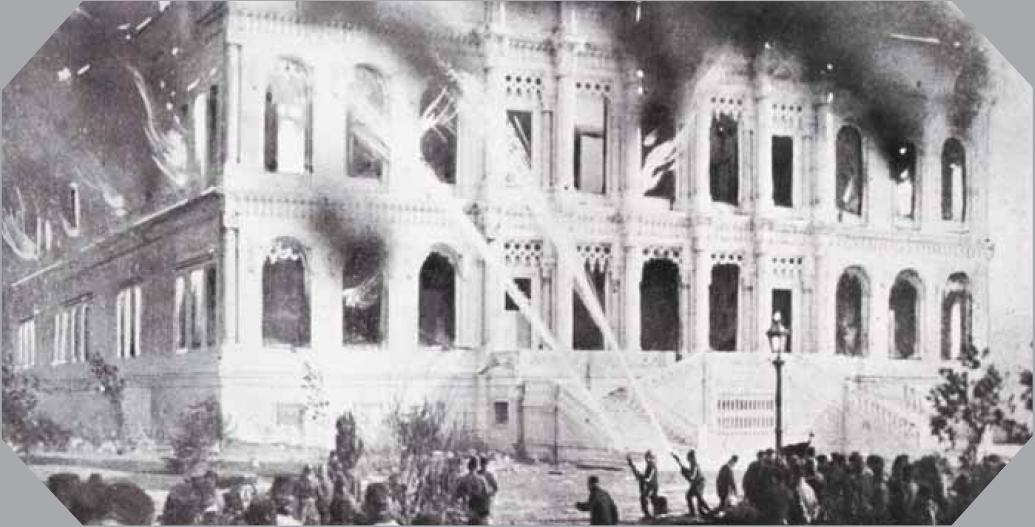
火災（1910年）

## 歴史
完成後、アブデュルアズィズが居住したが、1876年に亡くなったため、施工主であるアブデュルアズィズの私邸として使われたのはごくわずかな期間であった。次のスルタンであるムラト5世は私邸を建設せず、そのままチュラーン宮殿を使用したが、精神を病んでいたムラト5世はわずか93日で退位し、1904年に亡くなるまで同宮殿で軟禁生活を送った。
1909年11月からチュラーン宮殿は議事堂として転用されたが、その直後の1910年1月19日、屋根裏から出火し、外壁だけを残して焼け落ちてしまった。この火事で多くの貴重な美術品や書物が失われた。1930年には旧庭園用地にサッカーの競技場が整備され、ベシクタシュJKのホームグラウンドとなったが、宮殿部分は修復されずにそのまま廃墟として放置された。1946年には政府の所有からも外れた。

## 現在

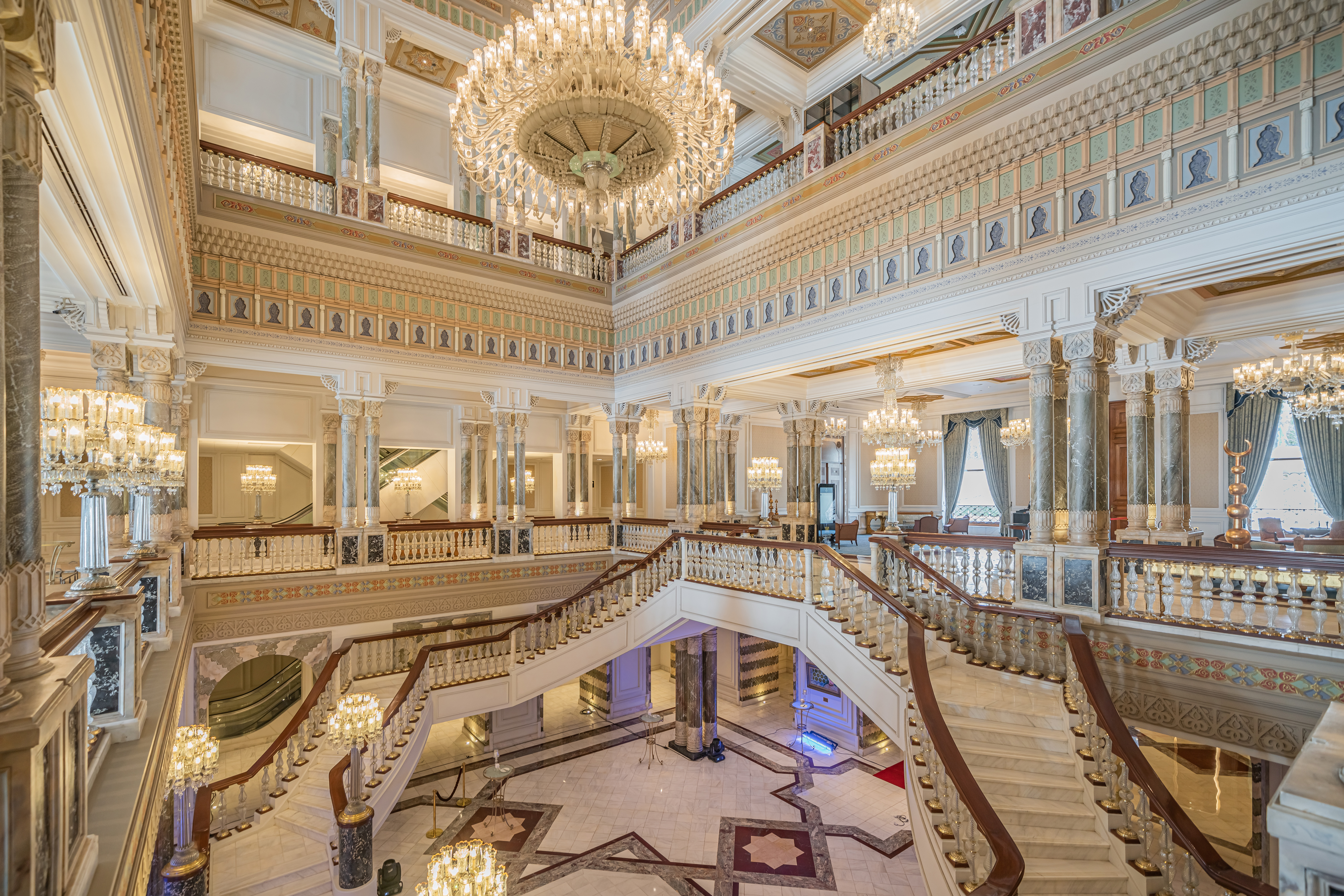
現在のチュラーン宮殿内部

1987年、日本の熊谷組が買い取り、大規模な修復が開始された。工事は1989年に完成し、チュラーン宮殿は約80年ぶりに蘇った。この修復工事ではホテルとしての機能が追加され、1990年からはドイツのケンピンスキーが、同国の最高評価である5つ星の格付けを持つ高級ホテルとして運営している。